# مارسل دوسو
مارسل دوسو (فرانسوی: Marcel Dussault‎; ۱۴ مارس ۱۹۲۶ – ۱۹ سپتامبر ۲۰۱۴) دوچرخه‌سوار اهل فرانسه بود.